# Jelcz 041
Jelcz 041 je typ polského autobusu, který byl vyráběn v 60. a 70. letech 20. století na základě československé licence. V Československu byly tyto autobusy vyráběny v Karose Vysoké Mýto pod označením Škoda 706 RTO.

## Konstrukce
Konstrukčně byl Jelcz 041 shodný s československými vozy 706 RTO. Jednalo se o dvounápravový autobus s trambusovou, polosamonosnou karoserií, která byla umístěna na nosném rámu. V pravé bočnici byly jediné dvojkřídlé dveře, které byly ovládány pneumaticky. Řidič pak mohl ještě využívat vlastní malá dvířka v levé bočnici, která vedla přímo na jeho stanoviště.
Autobusy Jelcz 041 byly vyráběny pouze v linkovém meziměstském provedení (obdoba vozu 706 RTO CAR) pro export do Československa. Městská verze (i pro Polsko) pak byla označena jako Jelcz 272, pro polské meziměstské linky byl určen upravený autobus Jelcz 043.

## Provoz
Vozy Jelcz 041 byly dodávány do Československa jak podnikům ČSAD, tak i v menší míře dopravním podnikům pro provoz MHD.

## Historické vozy
- BusLine (dříve ČSAD Semily; rekonstrukce jednoho vozu v letech 2007–2009)[1]
- Vojenské technické muzeum Lešany
- neznámý vlastník (v roce 2014 využit při natáčení filmu u budovy Českého rozhlasu v Praze na Vinohradské třídě)